# Мондаини, Сандра
Са́ндра Мондаи́ни (итал. Sandra Mondaini, 1 сентября 1931 — 21 сентября 2010) — итальянская актриса.

## Биография
Первого крупного успеха достигла в 1961 году с телепередачей «Canzonissima».
Мондаини и её муж, Раймондо Вианелло (ит.), сыграли яркую семейную пару в сериале «Casa Vianello» (ит.) на итальянском телевидении, за перипетиями жизни которой на протяжении двух десятилетий, начиная с 1988 года, наблюдали телезрители.
Последние годы своей карьеры Мондаини и Вианелло работали телеведущими на канале телекомпании «Медиасет», принадлежащей семье Берлускони.